# Ute Meta Bauer
Pour les articles homonymes, voir Bauer.
Ute Meta Bauer, née le 24 mai 1958 à Stuttgart, en Allemagne, est une commissaire d'exposition internationale, conservateur de musée, professeur d'art contemporain et directrice du Centre for Contemporary Art (CCA) à Singapour. 

## Biographie
Ute Meta Bauer nait en 1958 à Stuttgart, en Allemagne. Elle étudie à la Hochschule der Bildenden Künste, à Hambourg, Allemagne, entre 1980 et 1989. Ses diplômes portent sur la théorie de l'art, la communication visuelle et la scénographie. Elle travaille comme commissaire d'exposition indépendante depuis 1985. 

## Carrière
Ute Meta Bauer est le directeur fondateur du Center for Contemporary Art (CCA) à Singapour, un centre de recherche national de l'université de technologie de Nanyang (NTU) et professeur d'art à la School of Art, Media and Design de la NTU, depuis 2013,. De 2012 à 2013, Bauer est doyen des beaux-arts au Royal College of Art de Londres. De 2005 à 2012, Bauer est professeur agrégé d'arts visuels au Massachusetts Institute of Technology (MIT), directeur fondateur de son programme en art, culture et technologie (ACT) (2009–2012) et directeur du programme d'arts visuels du MIT de 2005 à 2009. Elle est également directeur fondateur du Bureau d'art contemporain, en Norvège (2002-2005). Elle travaille comme directrice artistique du Künstlerhaus Stuttgart entre 1990-1994, où elle programme plusieurs expositions et conférences sur l'art contemporain, telles que Radical Chic (1993) et A New Spirit in Curating (1992). De 1996 à 2006, Bauer est nommée à l'Académie des beaux-arts de Vienne, en Autriche, en tant que professeur de théorie et de pratique de l'art contemporain. 
Ses réalisations de commissariat d'exposition incluent l'exposition Paradise Lost (avec Anca Rujoiu) qui a inauguré le Centre d'art contemporain (CCA) en 2014, World Biennial Forum N° 1, à Gwangju, en Corée du Sud avec Hou Hanru en 2012, et la documenta11 (2002), à Cassel en Allemagne, avec l'équipe d'Okwui Enwezor. Bauer co-organise également l'exposition Now Here au musée d'Art moderne Louisiana en 1996, et à Humlebæk, Danemark, avec, entre autres, Laura Cottingham, Anneli Fuchs & Lars Grambye, Iwona Blazwick.

## Publications
- 1992-94 META 1-4 (Stuttgart)
- 2001 Education, Information, Entertainment. New Approaches in Higher Artistic Education (Vienna: Selene; Institut für Gegenwartskunst)
- 2001-02 case (Barcelona, 2001; Porto, 2002)
- 2003-06 Verksted # 1-6 (Oslo)
- 2007 A Dynamic Equilibrium: In pursuit of public terrain (co-auteur avec Magali Arriola, Judith Barry, Teddy Cruz, et al., México City)
- 2009 What’s left…What remains? (Simposio Internacional de Teoría de Arte Contemporáneo, Patronage for Contemporary Art in Mexico City)
- 2011 Stephen Willats: Art Society Feedback (with Anja Casser)
- 2012 Intellectual Birdhouse, Artistic Practice as Research (co-édité avec Florian Dombois, Michael Schwab et Claudia Mareis, Walther König, Köln)
- 2013 World Biennale Forum No 1 – Shifting Gravity (co-édité avec Hou Hanru, Hatje Cantz)
- 2013 Magne Furuholmen: In Transit (co-authored with Selene Wendt, Forlaget Press)
- 2014 AR – Artistic Research (co-edited with Thomas D. Trummer, Walther König, Köln)
- 2018 Place.Labour.Capital. (édité avec Anca Rujoiu, NTU Centre for Contemporary Art Singapore)[8]